# Alfons Müllner
Alfons Müllner (* 23. September 1840 in Völkermarkt; † 27. März 1918 in Wien) war ein österreichischer Lehrer, Museums- und Ministerialbeamter sowie Archäologe.

## Leben
Müllner besuchte das Gymnasium in Laibach und studierte anschließend von 1858 bis 1862 an der Universität Wien Naturwissenschaften. Nach dem Studium unterrichtete er an der Lehrerinnenbildungsanstalt in Marburg an der Drau. Aufgrund seines großen Interesses für Archäologie wurde er 1875 zum ehrenamtlichen Konservator der K.k. Zentralkommission für die Erforschung und Erhaltung der Kunst- und historischen Denkmale für die Südsteiermark und Krain ernannt.
Nach einer beruflichen Versetzung nach Bregenz 1879 gab er seine Stellung als Konservator auf und wurde stattdessen zum Korrespondenten ernannt. Von 1884 bis 1888 unterrichtete er an der Lehrerinnenbildungsanstalt in Linz, bevor er wieder nach Laibach zurückkehrte. Von 1889 bis 1903 war er dort Kustos und Leiter des Krainischen Landesmuseums Rudolfinum. 1892 gründete er die Zeitschrift für Krainische Landeskunde „Argo“. 1908 ernannte man ihn zum wissenschaftlichen Rat im Ministerium für öffentliche Arbeiten in Wien. Hier konnte er forschen und publizieren.

## Schriften (Auswahl)
- Der Urnenfund bei Maria-Rast in Steiermark. In: Mittheilungen der k.k. Central-Commission zur Erforschung und Erhaltung der Kunst- und Historischen Denkmale N.F. 1, 1875, S. 60–69.
- Emona. Archaeologische Studien aus Krain. Laibach 1879 (Digitalisat).
- Die Krypta in S. Florian. Ein Beitrag zur Baugeschichte der Stiftskirche S. Florian im Lande ob der Enns. Linz 1885.
- Das Eisen in Krain: Beiträge zur Geschichte der krainischen Eisenindustrie und des krainischen Eisenhandels; die Eisen- und Stahlwerke im oberen Savethale. In: Argo. Zeitschrift für krainische Landeskunde Bd. 9, 1901, S. 121–124.
- Balthasar Hacquet als Werkschirurg in Idria vom 20. Sept. 1766 bis 15. Dez. 1773. In: Berg- und hüttenmännisches Jahrbuch der K.K. Montanistischen Hochschulen zu Leoben und Přibram Bd. 55, 1907, S. 339ff.
- Geschichte des Eisens in Inner-Österreich von der Urzeit bis zum Anfange des XIX. Jahrhunderts, Bd. 1: Geschichte des Eisens in Krain, Görz und Istrien von der Urzeit bis zum Anfange des XIX. Jahrhunderts. Halm und Goldmann, Wien 1909 (Digitalisat).
- Die Beziehungen des Erzberges in Obersteier zur Waffenfabrikation im sogenannten Mittelalter: nach dem anläßlich der 1200jährigen Jubiläumsfeier der Entdeckung der Eisenminen des Erzberges am 24. Juni 1913 in Eisenerz gehaltenen Vortrag. In: Berg- und hüttenmännisches Jahrbuch der K.K. Montanistischen Hochschulen zu Leoben und Přibram Bd. 62, 1913 (1914), S. 278–326.